# Alaksandr Hreńkou
Alaksandr Hreńkou (biał. Аляксандр Грэнькоў; ur. 20 stycznia 1978 w Osipowiczach) – białoruski piłkarz grający na pozycji pomocnika.

## Kariera klubowa
| Sezon         | Klub                | Kraj     | Rozgrywki        | Mecze | Bramki |
| ------------- | ------------------- | -------- | ---------------- | ----- | ------ |
| 1996          | Tarpeda Żodzino     | Białoruś | Pierszaja liha   | 14    | 1      |
| 1997          | Tarpeda Żodzino     | Białoruś | Pierszaja liha   | 21    | 1      |
| 1998          | Tarpeda Żodzino     | Białoruś | Pierszaja liha   | 28    | 7      |
| 1999          | Tarpeda Żodzino     | Białoruś | Pierszaja liha   | 24    | 2      |
| 2000 (w)      | Tarpeda Żodzino     | Białoruś | Pierszaja liha   | 11    | 2      |
| 2000 (j)      | Dynama Mińsk        | Białoruś | Wyszejszaja liha | 10    | 0      |
| 2001          | Dynama Mińsk        | Białoruś | Wyszejszaja liha | 25    | 1      |
| 2002          | Dynama Mińsk        | Białoruś | Wyszejszaja liha | 0     | 0      |
| 2003          | Dynama Mińsk        | Białoruś | Wyszejszaja liha | 24    | 0      |
| 2004          | Szachcior Soligorsk | Białoruś | Wyszejszaja liha | 16    | 4      |
| 2005          | Szachcior Soligorsk | Białoruś | Wyszejszaja liha | 26    | 1      |
| 2005/2006 (w) | Krywbas Krzywy Róg  | Ukraina  | Wyszcza Liha     | 0     | 0      |
| 2006 (j)      | Tarpeda Żodzino     | Białoruś | Wyszejszaja liha | 12    | 1      |
| 2007          | Tarpeda Żodzino     | Białoruś | Wyszejszaja liha | 24    | 0      |
| 2008          | Tarpeda Żodzino     | Białoruś | Wyszejszaja liha | 28    | 3      |
| 2009          | Szachcior Soligorsk | Białoruś | Wyszejszaja liha | 24    | 4      |
| 2010          | Szachcior Soligorsk | Białoruś | Wyszejszaja liha | 32    | 3      |
| 2011          | Szachcior Soligorsk | Białoruś | Wyszejszaja liha | 33    | 1      |
| 2012          | Szachcior Soligorsk | Białoruś | Wyszejszaja liha | 25    | 0      |